# 마쓰야마 모토노리

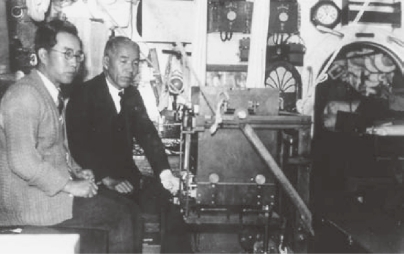

마쓰야마 모토노리 (松山 基範, 1884년 10월 25일 - 1958년 1월 27일)은 일본의 지구물리학・고지자기학자이다.
1911년 교토 제국 대학 이공과대학 물리학과를 졸업하였다. 교토 대학 명예 교수, 야마구치 대학 초대 학장을 지냈다.
효고 현의 겐부도를 비롯한 동아시아 각지의 암석에서 잔류 자기를 측정하여 1929년 지구자기역전설을 세계 최초로 주창하였다. 당시 그의 주장은 세계 학계에서 거의 무시되었으나, 1950년대 영국을 중심으로 고지자기학이 크게 발전함에 따라 그 정당성이 널리 인정받게 되었다. 그의 이름을 따 지질 시대 마지막 역전기 (249만~72만 년 전)는 마쓰야마 역전기로 명명되었다.
고지자기학 외에 1930년대의 측지학 분야에서도 한반도, 만주, 대만, 남양 군도, 일본 근해의 중력 측정이라는 업적을 남겼다. 특히, 일본 해구의 중력 이상을 발견하여 높이 평가되었다.

## 같이 보기
- 고지자기학